# Kursaal Flyers
Die Kursaal Flyers waren eine britische Pub Rock/Pop-Band der 1970er Jahre. Bekannt wurden sie vor allem durch ihren Top-20-Hit „Little Does She Know“.

## Bandgeschichte

### Anfänge in Southend
Die Kursaal Flyers wurden Ende 1973 in Southend-on-Sea, England, von Paul Shuttleworth, Richie Bull, Will Birch, Vic Collins, Graeme Douglas und Dave Hatfield gegründet. Ihre Erfahrungen in diversen örtlichen Bands (u. a. Surly Birds, Thomahawks, Saints’n’Sinners) sorgten dafür, dass sie als Gruppe ihren eigenen Stil aus diversen Richtungen zusammentrugen: von Rock bis Bluegrass, von Pop bis Country (Bull hatte für verschiedene Country & Western Stars auf Tourneen gespielt).
Sie studierten im Winter 1973/1974 etwa 25 Songs ein, und ab Februar 1974 trat die Band zweimal die Woche in der Gaststätte Blue Boar in Southend auf. Ihren Namen gaben sie sich nach einem Karussell in einem Vergnügungspark ihrer Heimatstadt. Mehrere Bandmitglieder kannten Musiker von Dr. Feelgood, und durch diesen Kontakt kamen sie zu ihren ersten Auftritten in London.

### Über Europa in die Charts
Eine Tour durch Westeuropa als Vorgruppe der Flying Burrito Brothers folgte. In London hatte sie ein Bekannter von Jonathan King gesehen und weiterempfohlen. King gab ihnen Anfang 1975 einen Schallplattenvertrag für sein UK Records Label. Hatfield verließ die Band, und Bull übernahm den Bass. Birch (Texte) und Douglas bzw. Bull (Musik) schrieben neue, eigene Songs.
Drei Singles und zwei LPs später wechselten die Kursaal Flyers zu CBS Records. Dort wurde Mike Batt ihr Produzent, der zu dieser Zeit vor allem als Mastermind des Projekts der „Wombles“ (Trickfiguren einer TV-Serie, die für den Umweltschutz warben, aber auch unter diesem Namen Schallplatten veröffentlichten und in der britischen Hitparade platzierten) bekannt war.
Die LP „Golden Mile“ entstand, und einer der Songs war ein von Birch, Douglas und Shuttleworth geschriebener und von Batt extrem überproduzierter Track namens „Little Does She Know“, den CBS als Single veröffentlichte. Der Song gelangte in die Hitparade (UK: Platz 14; 9 Wochen; 1976), die Band spielte wenig später in Top of the Pops.

### Auflösungserscheinungen
Trotz des Hits gab es Streit in der Band; Graeme Douglas meinte, Batt habe die Band zu kommerziell gemacht. Er verließ die Kursaal Flyers und tauchte wenige Wochen später bei den Früh-Punkern Eddie & the Hot Rods auf, für die er auch ihren Hit „Do Anything You Wanna Do“ schrieb. Barry Martin ersetzte ihn. Eine Europatournee folgte, um den Hit zu promoten, doch war das Ende schon zu spüren.
Alle Bemühungen, einen weiteren Hit zu landen, gingen fehl. Der Manager nahm einen festen Job bei Stiff Records an. Vic Collins ging (und wurde durch John Wicks ersetzt). Die Aufnahmesessions für die nächste LP wurden abgebrochen, stattdessen ein Live-Album veröffentlicht. Während einer Tour im Herbst 1977 (Vorgruppe: die Punker The Cortinas) hatte auch Sänger Shuttleworth genug. Er kündigte an, er wolle solo weitermachen. Der Rest der Band stimmte der Auflösung zu.
Die Kursaal Flyers waren über fast vier Jahre hinweg eine hervorragende und beliebte Liveband – und ein großer Erfolg bei den Kritikern; die britische Musikpresse, die ihnen immer sehr zugetan war, betrauerte das Ende der Gruppe. Das „Best of“-Album In for a Spin (1985) zeigt, warum. Die Kursaal Flyers verkauften lediglich zu wenig Platten – waren aber erfolgreicher, als sie selbst es sich vorher je vorgestellt hatten.

### Reunions und andere Projekte
Paul Shuttleworth brachte eine Reihe von Soloplatten auf CBS heraus. Will Birch und John Wicks machten mit anderen Musikern als The Records weiter und hatten damit in den USA einigen Erfolg zu verzeichnen. Birch wurde später Hausproduzent für Stiff und Demon Records. Barry Martin gründete das Label Making Waves.
1985 formierten sich die Kursaal Flyers neu für eine Tournee zur Promotion von In for a Spin; 1988 nahmen sie ein neues Album auf. 2001 gingen sie erneut auf Tour, gemeinsam mit John Otway, Dr. Feelgood und Canned Heat.

## Bandmitglieder
- Paul Shuttleworth (* 24. Dezember 1947, London) – Gesang
- Richie Bull (* 23. Oktober 1948, Corringham, Essex) – Banjo, (ab 1975:) Bass
- Will Birch (* 12. September 1948, London) – Schlagzeug
- Vic Collins (* 10. September 1950, Rochford, Essex) – Gitarre (Pedal Steel)
- Graeme Douglas (* 22. Januar 1950, Rochford, Essex) – Gitarre (Lead), 1973–1976
- Dave Hatfield – Bass, 1973–1975
- Barry Martin – Gitarre (ab 1976)
- John Wicks – Gitarre (1977)

## Diskografie

### Singles
- 1975: Speedway / Chocs Away
- 1975: Hit Records / Brakeman
- 1976: Cruisin' for Love / Slimmin' (for the Women)
- 1976: Little Does She Know / Drinking Socially
- 1977: Radio Romance / Girl Talk
- 1977: The Sky's Falling In on Our Love / Revolver
- 1977: Television Generation / Revolver
- 1988: Monster-in-Law / Old Men Need Some Lovin' Too

### Alben
- 1975: Chocs Away
- 1975: The Great Artiste
- 1976: Golden Mile
- 1977: Five Live Kursaals
- 1982: The Best of the Kursaal Flyers (Kompilation)
- 1985: In for a Spin: The Best of the Kursaal Flyers (Kompilation, mit unveröffentlichten Titeln)
- 1988: A Former Tour de Force (Is Forced to Tour)
- 2002: Hit Records – The Best of the Kursaal Flyers (Kompilation)

### Paul Shuttleworth Solosingles
- 1978: Mixed-Up, Shook-Up Girl / Take-Away Love
- 1979: It Hurts to Be in Love / Clown to the World
- 1979: Here She Comes Again / Just Another Weekend